# Оутс, Адам
Адам Оутс (англ. Adam Oates; 28 августа 1962, Уэстон, Канада) — бывший канадский хоккеист, центральный нападающий.
Является одним из лучших ассистентов в истории Национальной хоккейной лиги (7-е место) и входит в 20 лучших бомбардиров в истории лиги.
В 1999—2001 гг. — капитан «Вашингтон Кэпиталз», в 2012—2014 гг. — главный тренер этой команды. С декабря 2014 — тренер «Нью-Джерси Девилз».

## Биография
Адам Оутс родился 27 августа 1962 года в Уэстоне, пригороде Торонто. В юности он играл как в хоккей, так и в лакросс, отдавая предпочтение последнему виду спорта. Оутс принимал участие в международном турнире в Квебеке 1975 года в составе хоккейной командой из Торонто.
Оутс отыграл пять сезонов в команде Etobicoke Eclipse, входившей в Ассоциацию лакросса Онтарио (OLA) Junior A Lacrosse League. Проявил себя как выдающийся нападающий, набрав в общей сложности 181 очко в 19 играх в 1981 году, что являлось 11-м самым лучшим резултатом в истории юниоров Ола на тот момент. Как лучший бомбардир лиги, он выиграл награду Бобби Аллана и в одной игре в том сезоне установил рекорд OLA, набрав в одной игре 19 передач и 29 очков. Оутс также отыграл один сезон в профессиональной лиге лакросса в составе "Брэмптон Эксельсиор", но покинул игру в 1984 году, чтобы сосредоточиться на своей хоккейной карьере.
Описывая себя в молодости как "панка", Оутс сказал, что он часто тусовался. Он бросил среднюю школу, чтобы сосредоточиться на хоккее, и в конце концов в возрасте 19 лет стал работать служащим бензоколонки. Оутс провел два полных и часть третьего сезона в составе "Маркхэм Ваксер" из провинциальной хоккейной лиги Онтарио Юниор А (OPJAHL). В 1980-81 годах он набрал 89 очков в 43 матчах, а в 1981-82 годах – 159 очков, включая 105 передач. Несмотря на результаты, он остался невыбранным на драфте НХЛ, так как скауты считали его слишком медленным, чтобы играть в НХЛ.

## Стиль игры и результативность
Оутс был одним из лучших плеймейкеров НХЛ. Его отличительными особенностями были – отличное видение площадки и хороший первый пас. Оутс отлично читал игровые ситуации, играя на опережение, следствием чего стало множество голевых передач, набранных за карьеру.
Он трижды возглавлял НХЛ по голевым передачам по итогам сезонов 1992-93, 2000-01 и 2001-02, и 12 раз финишировал в первой десятке. Также Оутс трижды становился третьим в зачёте лучших бомбардиров в рамках сезонов 1990-91, 1992-93 и 1993-94. Он также является единственным игроком в истории НХЛ, который в качестве центрального нападающего ассистировал трём игрокам, забившим 50 и более голов за сезон, а именно с Бретту Халлу, Кэму Нили и Петеру Бондре. При этом Оутс продолжал набирать очки и в периоды, когда у него не было звёздных игроков в качестве партнёров по звену.
Помимо этого, Оутс и сам умел забивать голы, достигнув отметки в 20 голов семь раз, включая лучший личный результат в 45 голов, включая 11 победных, в сезоне 1992-93.
На момент завершения карьеры на счету Оутса было суммарно 1420 очков, набранных в регулярных сезонах, что являлось 13-м результатом за всю историю НХЛ на тот момент, а его 1079 передач – и вовсе пятым.

## Достижения
- Чемпион NCAA: 1985 (команда Политехнического института Ренсселера)
- Обладатель Кубка Колдера: 1986 («Адирондак Ред Уингз»)

## Рекорды

### НХЛ
- Самый возрастной игрок в истории лиги ставший лидером НХЛ по голевым передачам (64 в сезоне 2001—02, в возрасте 39 лет)
- Лидер по количеству очков, набранных в плей-офф, среди игроков ни разу не выигрывавших Кубок Стэнли — 156
- Занимает 8-е место в истории НХЛ по количеству результативных передач за карьеру[3]
- Лидер сезонов 1992—93, 2000—01, 2001—02 по количеству результативных передач[3].

### Сент-Луис Блюз
- Наибольшее количество результативных передач, набранных в ходе регулярного сезона — 90 (1990-91)[4].

## Тренерская карьера
В сезоне 2009/10 был ассистентом тренера в «Тампа Бэй Лайтнинг», в следующие два сезона — ассистентом в «Нью-Джерси Девилз» (в 2012 стал финалистом Кубка Стэнли как ассистент Питера Де Бура). В 2012—2014 годах — главный тренер «Вашингтон Кэпиталз». В сезоне 2012/13 команда хорошо провела «укороченное» из-за локаута регулярное первенство (выиграв Юго-восточный дивизион), а в первом раунде плей-офф уступила в семи матчах «Нью-Йорк Рейнджерс». В сезоне 2013/14 команда не прошла в плей-офф, после чего Оутс (равно как и многолетний генменеджер Джордж Макфи) покинул свой пост.

## Статистика
| 1982/83     | РПИ Энджинирз         | ECAC        | 22   | 9   | 33   | 42   | 8   | —   | —  | —   | —   | —  |
| 1983/84     | РПИ Энджинирз         | ECAC        | 38   | 26  | 57   | 83   | 15  | —   | —  | —   | —   | —  |
| 1984/85     | РПИ Энджинирз         | ECAC        | 38   | 31  | 60   | 91   | 29  | —   | —  | —   | —   | —  |
| 1985/86     | Адирондак Ред Уингз   | АХЛ         | 34   | 18  | 28   | 46   | 4   | 17  | 7  | 14  | 21  | 4  |
| 1985/86     | Детройт Ред Уингз     | НХЛ         | 38   | 9   | 11   | 20   | 10  | —   | —  | —   | —   | —  |
| 1986/87     | Детройт Ред Уингз     | НХЛ         | 76   | 15  | 32   | 47   | 21  | 16  | 4  | 7   | 11  | 6  |
| 1987/88     | Детройт Ред Уингз     | НХЛ         | 63   | 14  | 40   | 54   | 20  | 16  | 8  | 12  | 20  | 6  |
| 1988/89     | Детройт Ред Уингз     | НХЛ         | 69   | 16  | 62   | 78   | 14  | 6   | 0  | 8   | 8   | 2  |
| 1989/90     | Сент-Луис Блюз        | НХЛ         | 80   | 23  | 79   | 102  | 30  | 12  | 2  | 12  | 14  | 4  |
| 1990/91     | Сент-Луис Блюз        | НХЛ         | 61   | 25  | 90   | 115  | 29  | 13  | 7  | 13  | 20  | 10 |
| 1991/92     | Сент-Луис Блюз        | НХЛ         | 54   | 10  | 59   | 69   | 12  | —   | —  | —   | —   | —  |
| 1991/92     | Бостон Брюинз         | НХЛ         | 26   | 10  | 20   | 30   | 10  | 15  | 5  | 14  | 19  | 4  |
| 1992/93     | Бостон Брюинз         | НХЛ         | 84   | 45  | 97   | 142  | 32  | 4   | 0  | 9   | 9   | 4  |
| 1993/94     | Бостон Брюинз         | НХЛ         | 77   | 32  | 80   | 112  | 45  | 13  | 3  | 9   | 12  | 8  |
| 1994/95     | Бостон Брюинз         | НХЛ         | 48   | 12  | 41   | 53   | 8   | 5   | 1  | 0   | 1   | 2  |
| 1995/96     | Бостон Брюинз         | НХЛ         | 70   | 25  | 67   | 92   | 18  | 5   | 2  | 5   | 7   | 2  |
| 1996/97     | Бостон Брюинз         | НХЛ         | 63   | 18  | 52   | 70   | 10  | —   | —  | —   | —   | —  |
| 1996/97     | Вашингтон Кэпиталз    | НХЛ         | 17   | 4   | 8    | 12   | 4   | —   | —  | —   | —   | —  |
| 1997/98     | Вашингтон Кэпиталз    | НХЛ         | 82   | 18  | 58   | 76   | 36  | 21  | 6  | 11  | 17  | 8  |
| 1998/99     | Вашингтон Кэпиталз    | НХЛ         | 59   | 12  | 42   | 54   | 22  | —   | —  | —   | —   | —  |
| 1999/00     | Вашингтон Кэпиталз    | НХЛ         | 82   | 15  | 56   | 71   | 14  | 5   | 0  | 3   | 3   | 4  |
| 2000/01     | Вашингтон Кэпиталз    | НХЛ         | 81   | 13  | 69   | 82   | 28  | 6   | 0  | 0   | 0   | 0  |
| 2001/02     | Вашингтон Кэпиталз    | НХЛ         | 66   | 11  | 57   | 68   | 22  | —   | —  | —   | —   | —  |
| 2001/02     | Филадельфия Флаерз    | НХЛ         | 14   | 3   | 7    | 10   | 6   | 5   | 0  | 2   | 2   | 0  |
| 2002/03     | Майти Дакс оф Анахайм | НХЛ         | 67   | 9   | 36   | 45   | 16  | 21  | 4  | 9   | 13  | 6  |
| 2003/04     | Эдмонтон Ойлерз       | НХЛ         | 60   | 2   | 16   | 18   | 8   | —   | —  | —   | —   | —  |
| Итого в НХЛ | Итого в НХЛ           | Итого в НХЛ | 1337 | 341 | 1079 | 1420 | 415 | 163 | 42 | 114 | 156 | 66 |